# FC Amsterdam (amateurvoetbalclub)
Football Club Amsterdam, kortweg FC Amsterdam, is een Nederlandse amateurvoetbalclub uit Amsterdam, opgericht als fusieclub in 2008 en aangesloten bij de KNVB. Het standaardelftal van de club speelt tijdens het seizoen 2020/21 in de Vierde klasse zaterdag. FC Amsterdam speelt zijn thuiswedstrijden in het Sportpark Strandvliet in Ouder-Amstel. Het voetbaltenue van De Lieverdjes bestaat uit een rood-zwart shirt en een zwarte broek.
In het seizoen 2016/17 heeft de club geen zondagelftal meer ingeschreven.

## Historie

### Fusie en beginjaren
De club ontstond op 1 juli 2008 door een fusie tussen FC Amstelland (in 1974 ontstaan uit een fusie tussen TDW/Centrum (zelf in 1964 ontstaan uit een fusie tussen TDW (1928) en 't Centrum (1937)) en VV Watergraafsmeer (1911)) en FC Amsterdam United (2007). De fusieclub nam aanvankelijk de naam SV Amstelland United aan, maar veranderde deze bij aanvang van het seizoen 2011/12 in de huidige naam. Daarmee keert de legendarische naam van FC Amsterdam, de club die van 1972 tot en met 1982 betaald voetbal speelde, terug op de Amsterdamse velden. Sindsdien steeg het aantal leden in drie jaar tijd van 350 naar 800 leden in 2013. De fusieclub had zowel een zaterdag- als een zondagafdeling, maar ondanks de plotselinge ledengroei was er voor de zondagen een tekort aan vrijwilligers, waardoor de zondagafdeling, die tijdens het seizoen 2012/13 uitkwam in de Vierde klasse, anno april 2013 werd opgeschort.
In de eerste jaren vanaf de oprichting van de fusieclub waren de meest aansprekende spelers van FC Amsterdam de voetballers Kwamé Cruden (voormalig contractspeler bij Sparta Rotterdam), Ray Semmoh (voormalig contractspeler van AZ Alkmaar) en de voormalig zaalvoetbalinternational Jermaine Vanenburg.

## Sportpark Strandvliet
De club speelt op Sportpark Strandvliet, dat op grondgebied van de gemeente Ouder-Amstel ligt, vlak bij de grens met Amsterdam-Zuidoost en bij de Arena. Het Amsterdamse Sportpark was de locatie waar AFC Ajax aanvankelijk al haar jeugd- en amateurelftallen wilde onderbrengen, maar na het uitblijven van een overeenstemming zou die club uitwijken naar Sportpark De Toekomst en FC Amsterdam de huidige bespeler worden van het sportpark. Dit sportpark heeft anno 2013 twee kunstgrasvelden en een natuurgrasveld.

## Competitieresultaten 2012–2018 (zaterdag)
| 2 5B |

| 2 4B |

| 14 3B |

| 3 4C |

| 7 4E |

| 4 4C |

| 10 4D |

| - 4E |

| Derde klasse  |
| Vierde klasse |
| Vijfde klasse |

### Resultaten FC Amstelland 1997–2006
| 7 6A |

|  |

|  |

| 8 5B |

| 8 5A |

| 10 4D |

| 9 4D |

| 6 4D |

| 5 4D |

| 1 4D |

| Vierde klasse | Vijfde klasse |
| Zesde klasse  |               |

## Competitieresultaten 2009–2016 (zondag)
| 3 5E |

| 4 5F |

| 2 5F |

| 9 4E |

|  |

|  |

| 4 6B |

| 7 5D |

| Vierde klasse | Vijfde klasse |
| Zesde klasse  |               |

### Resultaten FC Amstelland 1975–2008
| 1 2B |

| 12 1A |

| 7 2B |

| 12 2B |

| 8 3C |

| 4 3C |

| 3 3C |

| 5 3C |

| 2 3C |

| 5 3D |

| 10 3C |

| 1 3C |

| 12 2A |

| 3 3C |

| 6 3C |

| 12 3C |

| 5 4E |

| 10 4E |

| 11 4E |

| 10 4E |

| 9 4E |

| 7 4E |

| 7 4E |

| 7 4E |

| 5 4F |

| 10 4E |

| 12 4F |

| 9 4F |

| 9 4F |

| 7 4E |

| 7 4E |

| 10 4F |

| 10 4F |

| 11 4E |

| Eerste klasse | Tweede klasse | Derde klasse | Vierde klasse |

### Resultaten FC Amsterdam United 2007/08
| \| 3 6C \| |
| 08         |
| 3 6C       |

| Zesde klasse |

In elke staaf van de grafiek staat van boven naar beneden vermeld: 
- Eindnotering

Dit is de positie die de club heeft bereikt in de competitie, zonder eventuele beslissings-, play-off- of nacompetitiewedstrijden die nodig zijn geweest om bijvoorbeeld de kampioen van de competitie te bepalen.
Indien een * achter het getal staat is de notering een tussenstand en kan het zijn dat de notering niet overeenkomt met de uiteindelijke eindstand van de competitie.
Staat er een - dan is het seizoen nog bezig en is er geen definitieve uitslag bekend.
Staat er xx op de positie van de notering, dan heeft de club vroegtijdig de competitie verlaten. Dit kan onder andere komen door terugtrekking van het team, faillissement van de club of door een uitgedeelde straf van de KNVB. In veel gevallen staat elders in het artikel de reden vermeld.
Staat er een ? dan is het resultaat uit het verleden onbekend, en is alleen de competitie of het niveau bekend van dat seizoen.
In de seizoenen 2019/20 en 2020/21 werd wegens de coronacrisis het amateurvoetbal afgebroken. Daardoor kennen deze staven geen eindklassering (middels -- weergegeven).
- Competitieniveau en afdelingsletter of Officiële eindstand Eredivisie
  - Competitieniveau en afdelingsletter

Hierbij geeft het getal het niveau weer, dat ook terug te vinden is in de legenda. De letter is de afdelingsaanduiding en wordt gebruikt wanneer er meer afdelingen zijn op hetzelfde niveau. De afdelingsletter is altijd een hoofdletter en wordt meestal zonder nummer gebruikt.
Voorbeeld: 2F is niveau 2e klasse competitie F.
Het competitieniveau en nummer wordt niet vermeld wanneer er slechts één competitie van dit niveau was.
  - Officiële eindstand Eredivisie (getal staat tussen haakjes vermeld)

Sinds de introductie van play-offwedstrijden voor Europees voetbal na afloop van de reguliere competitie in 2005/06, is de KNVB verplicht een eindstand van de Eredivisie door te geven aan de UEFA aan de hand van deze play-offwedstrijden.
Bij deze eindstand staan clubs die zich hebben gekwalificeerd voor Europees voetbal hoger dan clubs die zich niet wisten te kwalificeren. Indien er geen verschil was tussen de eindnotering en de officiële eindstand, staat dit getal niet vermeld.

- Onderafdeling

Hier staat afgekort de naam van de onderafdeling indien de club in dat jaar in een onderafdeling uitkwam. Tevens staat deze afkorting in de legenda en wordt gelinkt naar het artikel over deze onderafdeling. Deze afkorting wordt alleen vermeld wanneer de club in het verleden in verschillende onderafdelingen heeft gespeeld. Deze vermelding is in de staaf altijd in kleine letters. Deze onderafdelingen zijn na het seizoen 1995/96 afgeschaft. Heeft de club in slechts één onderafdeling gespeeld, dan is dit alleen terug te vinden in de legenda.
Onder de staaf staat het jaartal vermeld waarin het seizoen is afgesloten. 15 verwijst naar het seizoen 2014/15 of eventueel het seizoen 1914/15.
Wanneer een staaf leeg is, zijn deze gegevens niet bekend. Het kan ook zijn dat de club dat seizoen niet heeft meegespeeld op het hogere amateurniveau, vroegtijdig de competitie heeft verlaten of uit de competitie is gezet.

In het seizoen 1944/45 was er wegens de Tweede Wereldoorlog geen regulier competitievoetbal.

## Bekende (oud-)spelers
- Derek Agyakwa
- Kiran Bechan
- Fred Benson (FC Amstelland)
- Ulrich Cruden (FC Amstelland)
- Henk van Santen (FC Amstelland)
- Derrick Luckassen (FC Amstelland)